# Вале дел Поцо (Пезаро и Урбино)
Вале дел Поцо је насеље у Италији у округу Пезаро и Урбино, региону Марке.
Према процени из 2011. у насељу је живело 36 становника. Насеље се налази на надморској висини од 44 м.